# Gillian Weir
Gillian Weir née le 17 janvier 1941 à Martinborough (Nouvelle-Zélande) est une organiste et claveciniste néo-zélandaise.

## Carrière
Elle fait des études musicales au Royal College of Music de Londres avec Ralph Downes, travaille à Vienne avec Anton Heiller et à Paris avec Marie-Claire Alain. En 1964, elle remporte le premier prix au concours international d'orgue de St Albans. Elle donne des concerts dans le monde entier où elle privilégie le répertoire contemporain. En 1973, elle crée les Méditations sur le Mystère de la Sainte Trinité d'Olivier Messiaen et commence à enseigner l'orgue à l'Université de Cambridge. Elle donne des classes de maître, auxquelles participe notamment Mark Swinton. Elle a donné en concert l'intégrale de la Klavierübung de Bach.

## Discographie sélective
- François Couperin : Messe pour les paroisses, Messe pour les couvents, Decca
- Olivier Messiaen : Le banquet céleste, les corps glorieux, Apparition de l'Eglise éternelle, Verset pour la fête de la dédicace, deux extraits de l'Ascension, Decca

## Source
- Alain Pâris, Dictionnaire des interprètes, Bouquins/Laffont 1989, p. 881